# Постсинаптический потенциал
По́стсинапти́ческий потенциа́л (ПСП) — вре́менное изменение потенциала постсинаптической мембраны в ответ на сигнал, поступивший с пресинаптического нейрона. Различают:
- возбуждающий постсинаптический потенциал (ВПСП), обеспечивающий деполяризацию постсинаптической мембраны, и
- тормозной постсинаптический потенциал (ТПСП), обеспечивающий гиперполяризацию постсинаптической мембраны.

ВПСП приближает потенциал клетки к пороговому значению и облегчает возникновение потенциала действия, тогда как ТПСП, напротив, затрудняет возникновение потенциала действия. Условно вероятность запуска потенциала действия можно описать как потенциал покоя + сумма всех возбуждающих постсинаптических потенциалов - сумма всех тормозных постсинаптических потенциалов > порог запуска потенциала действия.
Отдельные ПСП обычно невелики по амплитуде и не вызывают потенциалов действия в постсинаптической клетке, однако в отличие от потенциалов действия они градуальны и могут суммироваться. Выделяют два варианта суммации:
- временная — объединение пришедших по одному каналу сигналов (при поступлении нового импульса до затухания предшествующего)
- пространственная — наложение ВПСП соседних синапсов.

## Механизм возникновения ПСП
При поступлении потенциала действия к пресинаптическому окончанию нейрона происходит деполяризация пресинаптической мембраны и активация потенциал-зависимых кальциевых каналов. Кальций начинает поступать внутрь пресинаптического окончания и вызывает экзоцитоз везикул, наполненных нейромедиатором. Нейромедиатор выбрасывается в синаптическую щель и диффундирует к постсинаптической мембране. На поверхности постсинаптической мембраны медиатор связывается со специфическими белковыми рецепторами (лиганд-зависимыми ионными каналами) и вызывает их открытие.
Различают следующие ПСП:
1. Спонтанные и миниатюрные ПСП
2. Потенциал концевой пластинки
3. Вызванные ПСП